# تنغ غوندة (كوشك)
تنغ غوندة (بالفارسية: تنگ گندا) هي منطقة سكنية تقع في إيران في قسم كوشك الريفي. يقدر عدد سكانها بـ 70 نسمة .